# 马泰奥·洛多
马泰奥·洛多（義大利語：Matteo Lodo，1994年10月25日—），意大利男子赛艇运动员。他曾代表意大利参加2016年和2020年夏季奥林匹克运动会赛艇比赛，共获得二枚铜牌。